# Ската
Ската е името на дракон от расата на червеите. Той живеел в студените северни земи. Ската се славел с много остър ум и се вярвало, че умее да прави заклинанието на драконите.
Фрам успява да убие дългия червей Ската през 2400 г. от Третата епоха, а Толкин пише, че Ската е бил последния от расата на дългите червеи.